# 정래교
정래교(鄭來僑, 1681년~1759년 2월 28일(음력 2월 2일))는 조선 후기의 위항 시인이다. 자(字)는 윤경(潤卿), 호(號)는 현와(玄窩)·완암(浣巖)·현옹(玄翁)이며, 본관은 창녕이다.

## 생애
풍산 홍씨와 청풍 김씨가에서 묵으며 글 선생을 했다. 청풍 김씨가에서는 김종후 (金鍾厚, 1721년 12월 16일(음력 10월 28일) ∼1780년 11월 3일(음력 10월 7일))의 몽학 선생이었다는 기록이 있다.
《청구영언》의 서문을 썼으며, 저서로는 《완암집》(浣巖集)이 있다.
아우 정민교(鄭敏僑: 1697년 2월 25일(음력 2월 5일)~1731년 12월 1일(음력 11월 3일))도 시인이며, 저서로는 《한천유고》(寒泉遺稿)가 있다.